# Otjamtjire (distrikt)
Otjamtjire (georgiska: ოჩამჩირის მუნიციპალიტეტი, Otjamtjiris munitsipaliteti) är ett distrikt i Georgien. Det ligger i den autonoma republiken Abchazien i den nordvästra delen av landet.